# Copofone
O copofone, verrilion, copos musicais ou harpa de vidro (como é mais conhecido atualmente) é um instrumento constituído por uma série de taças de vidro, cujos sons são produzidos friccionando os dedos molhados sobre elas ou percutindo-as. São afinadas preenchendo-as com água. A partir do copofone, Benjamin Franklin inventou a harmônica de vidro.

## Teoria
Quando se fricciona os dedos no copo é criada uma vibração no vidro que é transmitida para os corpúsculos da água e dependendo da quantidade de água dentro do copo produz um som diferente.[carece de fontes?]
O copo com mais água apresenta a frequência mais baixa, emitindo o som mais baixo (grave) e o copo com menos água apresenta a frequência mais alta, emitindo o som mais alto (agudo).[carece de fontes?]

## Curiosidade
No filme Miss Simpatia, a protagonista  Gracie Hart (Sandra Bullock) improvisa um copofone, vestida com trajes folclóricos e se apresenta para uma plateia, acompanhada por um contrabaixo antes de saltar em direção ao público.